# 赛菊巴寺
赛菊巴寺，位于西藏自治区日喀则地区萨迦县，是一座藏传佛教格鲁派寺院。

## 历史
赛菊巴寺位于日喀则地区萨迦县驻地以东、赛·藏节曲河（夏布曲河上游）北岸。该寺坐落在大日山南麓的山坳中，三面环山，西南距离帕度村800米。
赛菊巴寺又称“藏堆赛菊巴甘丹颇章”。始建于15世纪中叶，由宗喀巴八亲教弟子之一的吉·喜饶僧格创建。吉·喜饶僧格（1382年－1445年）生于后藏，自幼出家，除了依宗喀巴学佛之外，还曾拜贾曹杰（1364年－1432年）为师学习密宗经典。1419年，绛钦却杰向宗喀巴提议兴建专门用于学习密宗经典的寺院，获宗喀巴赞同，宗喀巴询问诸弟子谁愿意承担这一任务，宗喀巴连问三次之后，吉·喜饶僧格表示愿意承担。此后，他奉师命，与一世达赖根敦珠巴（1391年－1474年）赴后藏建寺。当时，有律师罗朱柏巴师从这二人学习显密教法，其他弟子也师从喜饶僧格学习密宗教法，师从根敦珠巴学习显宗教法，罗朱柏巴为副讲。喜饶僧格首先在萨迦赛地方创建了赛菊巴寺，此为格鲁派兴建传授密宗的寺院之开端。该寺建成后，喜饶僧格将该寺交给弟子德朗巴·班丹桑布管理，尔后喜饶僧格又在甘丹寺兴建了一座密院，后来返回堆龙德庆在“曲敏龙”地方又兴建了一座密院，这座密院连同后藏的密院一起被分别称为上密院、下密院。吉·喜饶僧格也因创建密宗寺院而闻名。
赛菊巴寺建立后，实行“赤巴”（意为“法台”、“座主”）管理制，第一任到第十三任赤巴（吉·吉饶僧格、德朗巴·班丹桑布、根堆培、哲西帕巴、班钦·桑杰嘉措、贡觉嘉措、贡觉央培、甲央谢巴）圆寂之后，由拉萨下密院向赛菊巴寺委派赤巴，任期三年，直到1959年。
民主改革前，赛菊巴寺有谿卡3个（旺丹格多谿卡、俄布谿卡、大热谿卡），土地300余亩、喇嘛85人。文化大革命中，该寺被毁灭。1987年，国家拨款开始重建该寺，新建大殿1座，高二层，面阔6米，进深9.1米，面积54.6平方米，有方柱6根。该寺恢复开展正常的佛事活动。21世纪初，该寺僧人定员8人。

## 建筑
赛菊巴寺被毁前，占地面积12000平方米，主要建筑有大殿、甘丹颇章、僧舍等。
- 大殿：由该寺第七任赤巴多吉桑布（生卒年不详）创建。朝南，高三层。[1][2]
  - 大殿第一层：由前廊、经堂、佛殿组成。前廊面积2柱，廊前壁画彩绘四大天王。经堂面积16柱（4×4排列），面阔5间，进深5间，主供宗喀巴合金等身像，两边供奉吉·喜饶僧格（该寺创始人）、德朗巴·班丹桑布（生卒年不详）、根堆培（在密宗建树颇多）、哲西帕巴（生卒年不详）、班钦、桑珠嘉措（生卒年不详）、尊珠帕巴（生卒年不详）、多吉桑布（生卒年不详）泥塑等身像以及密集金刚、胜乐金刚、能怖金刚鎏金铜像；左右两侧贴着墙壁放有经书架，上有印刷版《甘珠尔》一套、用金汁书写的《般若经》一套；壁画是十六罗汉及护法神内容。佛殿面积2长柱，上前方辟有木格亮窗，佛殿内主供释迦牟尼及八大随佛弟子（舍利弗、目犍连、须菩提、优婆离、阿那律、富楼那、迦旃延、罗睺罗）泥塑像，高度为2.7米。
  - 大殿第二层：第二层东侧为护法神殿，朝西，面积2间，主供能怖金刚以及六臂依怙、吉祥天女、财神等泥塑像，高2.5米；殿内悬挂着枪、剑、刀、弓、箭、盔甲等兵器。第二层西侧是强巴佛殿，朝东，面积4柱，主供强巴佛鎏金铜像，高度为2.5米，左右两侧供奉宗喀巴师徒三尊、十一面观音、吉·喜饶僧格鎏金铜像，高约2.5米；南北两侧的经书架上有《甘珠尔》、《丹珠尔》以及宗喀巴的著作。第二层前廊上是热色钦姆，朝北，供奉能怖金刚、胜乐金刚、密集金刚合金质像，高约0.5米，还供奉该寺第十任赤巴贡觉央培（享年83岁）的银质灵塔，高0.6米；藏有以金汁书写的《般若经》六套。[1][2]
- 甘丹颇章；即拉章，是赛菊巴寺最早的建筑。位于大殿北侧，朝南，高四层，每层面积4柱。第一层是库房；第二、三层是该寺历任赤巴的卧室；第四层有佛殿，殿内主供马头金刚、密集金刚、胜乐金刚泥塑像，高0.5米；还供奉宗喀巴鎏金铜像，高2.5米，另有宗喀巴所赐的“勒欣”（经书套）。[1][2]
- 珠布曲泉水：位于赛菊巴寺南侧。泉水从一条石缝内流出，清澈见底。该泉水原是西藏噶厦研制藏药“陆君日布”的专用水，该水毒性很大。相传，吉·喜饶僧格在这里静修至大圆满时，从石缝中涌出药泉水，后来被僧俗信众视为消灾除病的圣水，至今仍有香客为治病而远道前来取水或沐浴。[1][2]